# Leah Rosenthalová
Leah Rosenthalová (1879, Melbourne – 4. října 1930) byla australská zdravotní sestra, která sloužila v první světové válce.

## Mládí
Narodila se v roce 1879 v Melbourne Josephu Rosenthalovi a jeho ženě Marthě Avinsky. Zdravotnického vzdělání se jí dostalo v nemocnici The Alfred Hospital v Melbourne, kde se také spřátelila s Isabellou Jobsonovou, se kterou od konce roku 1910 provozovaly soukromou nemocnici Windarra Private Hospital v Tooraku. V prosinci 1915 společně opustily nejen nemocnici, ale také Austrálii, a odjely do Anglie sloužit v první světové válce.

## První světová válka
V Anglii se přidaly ke Queen Alexandra's Royal Army Nursing Corps (QAIMNS) a v únoru 1916 byly poslány do nemocnice Byathorpe Military Hospital v Nottinghamu. V dubnu téhož roku byly poslány do Francie. Rosenthalová byla během svého nasazení ve Francii přiřazena k různým trvalým nemocnicím a stanicím první pomoci. Ve Francii zůstala až do dubna 1919, kdy ze své pozice rezignovala. Dne 6. dubna 1919 odplula z Londýna do Austrálie.

## Poválečné období
V květnu 1919 se vrátila do Melbourne. Zde si spolu s Jacobsonovou opětovně zakoupily soukromou nemocnici. Její původní název Luke's Private Hospital byl změněn na Vimy House, pravděpodobně podle jednoho z bojišť ve Francii, kde obě dříve sloužily.
Za svou službu ve Francii byla Rosenthalová vyznamenána Vojenskou medailí (Military Medal) a Královským červeným křížem (Royal Red Cross). Nikdy se neprovdala. Zemřela 4. října 1930 a je pohřbena na hřbitově Brighton Cemetery.